# Fox
Fox Broadcasting Company, spesso chiamata semplicemente Fox, è un canale televisivo statunitense, di proprietà della Fox Corporation, con sede a Los Angeles in Pico Boulevard. È tra le maggiori reti televisive del mondo sulla base di ricavi totali, attività e copertura internazionale.

## Storia
Il lancio della Fox comincia nel 1985, quando la News Corporation compra per 250 milioni di dollari il 50 percento della TCF Holdings, la capogruppo della 20th Century Fox. Nel maggio del 1985 la News Corporation pagò $1.55 miliardi per acquistare le 6 maggiori stazioni TV del continente americano che sono: WNEW-TV di New York City, WTTG di Washington, D.C., KTTV di Los Angeles, KRIV-TV di Houston, WFLD-TV di Chicago, e KRLD-TV di Dallas e la settima stazione quella di Boston, che faceva parte della ABC.
Nell'ottobre del 1985 la 20th Century Fox annuncia che vuole formare un nuovo network in grado di competere con i cosiddetti big three: (ABC, CBS e NBC). I piani erano di costruire tante stazioni da cui trasmettere un segnale che arrivasse in tutti gli Stati Uniti. Improvvisamente nel dicembre del 1985 Rupert Murdoch accettò di pagare $325 milioni per acquistare tutti gli studi della 20th Century Fox.
Così nel 1986 nasce il quarto canale più importante statunitense. Secondo Rupert Murdoch, questo canale dovrà trasmettere programmi senza limiti di tempo, eccetto per le serie televisive.
La prima trasmissione di successo in prima serata è andata in onda il 5 aprile 1987, una domenica sera. La trasmissione si chiamava Married... with Children, che non era altro che una commedia che parlava di una famiglia esilarante.
La Fox debutta con la programmazione del sabato sera l'11 luglio 1987 con i seguenti programmi: Werewolf, Women in Prison, The New Adventures of Beans Baxter and Second Chance.
Nel 1989 la Fox produce per il suo network due serie poliziesche chiamate America's Most Wanted, che parla di profili di alcuni criminali (una sorta di reality show), e Cops, un altro reality show che documentava la vita di servizio di alcuni poliziotti selezionati.

### Gli anni novanta
Confortata dal grande successo nei primi anni della sua programmazione, la Fox decide di comprare altre stazioni TV, soprattutto in Florida, Wisconsin e Louisiana.
Dal 1993 la Fox comincia a trasmettere in chiaro sulla sua rete la NFL, in concomitanza con la rivale CBS. Qui cominciarono moltissimi diverbi tra le due reti, alcuni dei quali finiti addirittura in tribunale. Tornando al football, la Fox firmò un contratto record da 2.4 miliardi di dollari per l'acquisizione dell'intera stagione della NFC.
Inoltre vennero prodotte serie televisive come Beverly Hills 90210 (1990-2000), che ebbe molto successo nel pubblico giovane dell'epoca, X-Files (1993-2002) e Ally McBeal (1997-2002). Una novità della Fox fu quella di mettere come prima serata di domenica sera la serie fortunata I Simpson, che riscosse molto successo nel pubblico statunitense di quell'epoca.

### L'arrivo ai giorni nostri
Con l'arrivo agli anni Duemila, alcuni programmi che furono trasmessi negli anni Novanta andarono in declino o furono totalmente cancellati dalla programmazione settimanale.
A questo punto la Fox doveva cominciare a soddisfare altre esigenze di un pubblico totalmente diverso da quello degli anni Novanta.
Le nuove serie di maggiore successo sono: Who Wants to Marry a Multi-Millionaire?, Temptation Island e Married by America. Il più seguito senza dubbio fu Who Wants to Marry a Multi-Millionaire?, che con i suoi 40 milioni di telespettatori fu uno dei programmi più seguiti nella storia della Fox.
È stato stimato che le persone che hanno guardato la Fox nel 2003 sono state circa 287 milioni, ovvero il 96% di tutti gli Stati Uniti (102,565,710 case).
La Fox ha cominciato a trasmettere in alta definizione il 12 settembre 2004.

## Fox News Channel
Fino al 1988 su Fox non andavano in onda telegiornali nazionali; ad essi erano preferiti notiziari locali, con interviste in diretta e repliche di avvenimenti derivate da altri canali. Oggi la Fox trasmette ogni ora il suo TG, noto come Fox News; di domenica, esso prende il nome di Fox News Sunday e va in onda anche in edizioni locali. Nel 1996 Murdoch lanciò Fox News Channel, un canale televisivo only news, incentrato solo sulle notizie e sull'attualità, con in più delle apposite rubriche riguardanti specifici temi.
Su molte delle reti locali Fox, vanno in onda TG mattutini alle 07:00 e alle 09:00 (orari della costa est). Parlando invece della costa ovest, anche sulla KTTV di Los Angeles i telegiornali vanno in onda la mattina alle 07:00 e alle 09:00. Queste edizioni locali si propongono come alternativa alle rispettive controparti nazionali. Gli orari, comunque, sono differenti da quelli dei TG delle altre reti televisive: per esempio il notiziario della NBC mattutino va in onda alle 08:00 (orario della costa est), invece quello della CBS va in onda alle 06:00 e alle 08:00 (orari della costa est).

## Negli altri paesi
Il nome Fox è stato usato da altri canali internazionali, sempre capitanati dalla News Corporation come Fox Australia, Fox Spagna o Fox Italia (quest'ultimo edito da The Walt Disney Company). Molti utenti in Canada ricevono il network statunitense: spesso gli operatori via cavo forniscono due versioni locali diverse dell'emittente per permettere la visione differita dei programmi, scegliendo un relais locale della costa est ed uno della costa ovest).

## Programmazione
La Fox ha adottato 19 ore di programmazione dal settembre 1993, poi passate a 20 dal novembre 1996. Sono incluse 15 ore in prima serata a settimana dalle 20,00 alle 22,00 (East Time) nella costa est, dalle 20,00 alle 22,00 (Pacific Time) nella costa ovest, eccetto la domenica, quando la fascia in prima serata va, su entrambe le coste, dalle 19,00 alle 22,00.
Durante il giorno i programmi cominciano alle 5,00 (East Time/Pacific Time) e variano da regione a regione.
La programmazione sportiva, copre molti week end, anche se non tutti. Il sabato va dalle 15,30 alle 19,00; la domenica dalle 12,00 alle 16,00 ed è dedicata al football. Quando vengono trasmessi incontri della NASCAR, la fine della programmazione sportiva slitta alle 20,00.

## Programmi trasmessi da Fox

### Notizie
- Fox News Sunday (1996-oggi)

### Drammatico
- Beverly Hills 90210 (1990-2000)
- Melrose Place (1992-1999)
- Cinque in famiglia (Party of five) (1994-2000)
- 24 (2001-2010)
- The O.C. (2003-2007)
- Dr. House - Medical Division (2004-2012)
- Bones (2005-2017)
- Prison Break (2005-2009, 2017)
- The Mob Doctor (2012-2013)
- The Following (2013-2015)
- Sleepy Hollow (2013-2017)
- Gotham (2014-2019)
- Backstrom (2015)
- Wayward Pines (2015-2016)
- Empire (2015-2020)
- Rosewood (2015-2017)
- Second Chance (2016)
- Pitch (2016)
- The Exorcist (2016-2017)
- Lethal Weapon (2016-2019)
- Star (2016-2019)
- 24: Legacy (2017)
- APB - A tutte le unità (APB) (2017)
- 9-1-1 (2018-in produzione) (trasferito sul network ABC)
- The Resident (2018-2023)
- Proven Innocent (2019)
- BH90210 (2019)
- Prodigal Son (2019-2021)
- 9-1-1: Lone Star (2020-2025)
- Deputy (2020)

### Fantascienza
- Terra Nova (2011-2012)
- Terminator: The Sarah Connor Chronicles (2007-2009)
- Dollhouse (2009-2010)
- Fringe (2008-2013)
- Touch (2012-2013)
- Minority Report (2015-2016)
- Lucifer (2016-2018) (trasferito sulla piattaforma Netflix)

### Commedia
- Glee (2009-2015)
- New Girl (2011-2018)
- Brooklyn Nine-Nine (2013-2018) (trasferito sul network NBC)
- The Last Man on Earth (2015-2018)
- Scream Queens (2015-2016)
- The Mick (2017-2018)
- Making History (2017)
- Ghosted (2017-2018)
- LA to Vegas (2018)
- L'uomo di casa (2018-2021)

### Sitcom
- That '70s Show (1998-2006)
- Back to You (2007-2008)
- Ben and Kate (2012-2013)
- Aiutami Hope! (Raising Hope) (2010-2014)
- The Goodwin Games (2013)
- The Return of Jezebel James (2008)
- Til Death - Per tutta la vita ('Til Death) (2006-2010)
- The Mindy Project (2012-in produzione) (st. 1-in corso) (trasferito sul servizio streaming Hulu)
- Sposati... con figli (1987-1997)
- Unhitched (2008)

### Animazione
- American Dad! (2005-in produzione[1])
- Bob's Burgers (2011-in produzione)
- I Griffin (1999-2003, 2005-in produzione)
- King of the Hill (1997-2010)
- I Simpson (1989-in produzione)
- The Cleveland Show (2009-2013)
- Futurama (1999-2003, 2008-2013[2], 2023-in produzione)
- Bordertown (2016)
- Son of Zorn (2016-2017)

### Reality
- American Idol (2002-oggi)
- America's Most Wanted: America Fights Back (1988-oggi)
- Are You Smarter Than a 5th Grader? (2007-oggi)
- Cops (1989-oggi)
- Don't Forget the Lyrics! (2007-2011)
- Hell's Kitchen (2005-oggi)
- Cucine da incubo USA (Kitchen Nightmares) (2007-oggi)
- The Moment of Truth (2008-oggi)
- Nanny 911 (2004-oggi)
- The Next Great American Band (2007-oggi)
- So You Think You Can Dance (2005-oggi)
- Trading Spouses (2004-oggi)
- When Women Rule the World
- Miss Universo (2015)

### Fox Sports
- NASCAR on FOX (2001-oggi)
- Major League Baseball on Fox (1996-oggi)
- NFL on FOX/FOX NFL Sunday (1994-oggi)

### Varietà
- MADtv (1995-presente)
- Talkshow with Spike Feresten (2006-oggi)

### Cerimonie di premiazione
- Teen Choice Awards (1999-oggi)

## Slogan di Fox
| Anno | Slogan                                       |
| ---- | -------------------------------------------- |
| 1987 | Don't Let Fox Weekend Pass You by            |
| 1988 | This Is the Year                             |
| 1990 | It's on Fox!                                 |
| 1993 | Fox: You're Watching It                      |
| 1994 | It Could Only Happen on Fox                  |
| 1994 | The Spirit of Fox/We're Gonna Keep It on Fox |
| 1995 | Cool Like Us                                 |
| 1996 | Non-Stop Fox                                 |
| 1997 | Just One Fox                                 |
| 2007 | Fox on                                       |